# Medvegy Zoltán
Medvegy Zoltán (Tatabánya, 1979. március 21. –) magyar sakkozó, nemzetközi nagymester, nyílt magyar bajnok (2007), sakkedző, okl. gépészmérnök.

## Élete
1997-ben érettségizett az Óbudai Árpád Gimnázium matematika-tagozatán, 2004-ben gépészmérnökként végzett a Budapesti Műszaki és Gazdaságtudományi Egyetemen. 2011-ben sakkedzőként végzett a Testnevelési Egyetemen.
Családjában többen sakkoznak, testvére Dr. Medvegy Nóra női nemzetközi nagymester, felesége Medvegyné Balogh Emese FIDE-mester. Két gyermekük van, 2013-ban született Mária és 2020-ban Tamás.

## Pályafutása
1999-ben az U20 korosztály Junior sakk-Európa-bajnokságon 3-4. helyezést ért el.
2000-ben megszerezte a nemzetközi mesteri címet.
2002-ben megszerezte a nemzetközi nagymesteri címet.
A 2007-es nyílt magyar bajnokságon 1. helyet szerzett. A 2010-es és a 2012-es magyar bajnokságon a 3. helyet szerezte meg. A 2013. évi nyílt magyar bajnokságon 2. helyet szerzett.
A 2024. januárban érvényes Élő-pontértéke a klasszikus sakkjátékban 2509. A magyar ranglistán az aktív játékosok között a 21. helyen áll. Legmagasabb pontértéke a 2013. januárban elért 2572 volt.
Csapatban 12-szeres bajnok az NB1-ben (2021-től Szuperliga) a Nagykanizsa csapatával.

## Kiemelkedő versenyeredményei
- 1. helyezés First Saturday verseny Budapest (1998. július IM)
- 1. helyezés First Saturday verseny Budapest (1998. augusztus IM)
- 1. helyezés Junior Nyílt Német Bajnokság Hamburg (1999)
- 4. helyezés Junior Európa-bajnokság Patras (1999)
- 1. helyezés Szombathely (2001)[6]
- 1. helyezés First Saturday verseny Budapest (2001. augusztus GM)
- 1. helyezés First Saturday verseny Budapest (2002. február GM)[7]
- 2. helyezés Schwarzach open (2002)[8]
- 1. helyezés Balatonlelle GM (2005)[9]
- 1. helyezés Zalakaros, magyar nyílt bajnokság (2007)[10]
- 1. helyezés Zalakaros (2008)[11]
- 4. helyezés Szeged, magyar bajnokság (2009)
- 1. helyezés XV. Pannonia-Nitrokémia Kupa Balatonalmádi (2010)[12]
- 3. helyezés Szeged, magyar bajnokság (2010)
- 2. helyezés X. Fehérvár Kupa Székesfehérvár (2011)[13]
- 1. helyezés III. Sárkány-Aranytíz verseny GM Budapest (2012)[14]
- 2. helyezés: Zalakaros (2013)[15]
- 1. helyezés First Saturday verseny Budapest (2014. december)

## Csapateredményei
Az 1998-as Junior sakkvilágbajnokságon 3. helyezést elért csapat éltáblása volt (Rio de Janeiro).
2008-2013 és 2015-2023 között 12 csapatbajnoki címet szerzett az NB1-ben (2021-től Szuperliga).
2002 óta szerepel Eppingen csapatában a német csapatbajnokságban. 2011-ben a csapat bronzérmet szerzett a bajnokság legmagasabb osztályában.

## Edzői eredményei
Számos tanítványát segítette korosztályos magyar bajnoki címhez, köztük lányát, Máriát is.
Krstulovic Alex nemzetközi mestert 2012-2014 között tanította, illetve jelenlegi tanítványai között szerepel Palczert Mátyás FIDE-mester és Pásti Áron nemzetközi mester, akik korosztályukban rapid Európa-bajnoki címet szereztek.
2015-ben Országos Diákolimpiai Bajnoki címhez segítette korábbi iskoláját, az Óbudai Árpád Gimnáziumot.
2024-ben a Magyar Sakkszövetség elnöksége kinevezte a 2024-es Budapesti Sakkolimpián szereplő „B” keret szövetségi kapitányává.